# Medwin Biteghé
Medwin Biteghé (Libreville, 1º settembre 1996) è un calciatore gabonese, centrocampista del Jeddah e della nazionale gabonese.

## Carriera

### Club
Ha giocato giocato nella massima serie lituana, in quella tunisina e in quella saudita.

### Nazionale
Nel 2017 ha esordito in nazionale; in seguito è stato convocato per la Coppa delle nazioni africane 2021.

## Statistiche

### Cronologia presenze e reti in nazionale
| Cronologia completa delle presenze e delle reti in nazionale ― Gabon | Cronologia completa delle presenze e delle reti in nazionale ― Gabon | Cronologia completa delle presenze e delle reti in nazionale ― Gabon | Cronologia completa delle presenze e delle reti in nazionale ― Gabon | Cronologia completa delle presenze e delle reti in nazionale ― Gabon | Cronologia completa delle presenze e delle reti in nazionale ― Gabon | Cronologia completa delle presenze e delle reti in nazionale ― Gabon | Cronologia completa delle presenze e delle reti in nazionale ― Gabon |
| Data                                                                 | Città                                                                | In casa                                                              | Risultato                                                            | Ospiti                                                               | Competizione                                                         | Reti                                                                 | Note                                                                 |
| -------------------------------------------------------------------- | -------------------------------------------------------------------- | -------------------------------------------------------------------- | -------------------------------------------------------------------- | -------------------------------------------------------------------- | -------------------------------------------------------------------- | -------------------------------------------------------------------- | -------------------------------------------------------------------- |
| 11-11-2017                                                           | Franceville                                                          | Gabon                                                                | 0 – 0                                                                | Mali                                                                 | Qual. Mondiali 2018                                                  | -                                                                    | 87’                                                                  |
| 17-11-2018                                                           | Libreville                                                           | Gabon                                                                | 0 – 1                                                                | Mali                                                                 | Qual. Coppa d'Africa 2019                                            | -                                                                    | 82’                                                                  |
| 15-10-2019                                                           | Tangeri                                                              | Marocco                                                              | 2 – 3                                                                | Gabon                                                                | Amichevole                                                           | -                                                                    | 46’                                                                  |
| 14-11-2019                                                           | Kinshasa                                                             | RD del Congo                                                         | 0 – 0                                                                | Gabon                                                                | Qual. Coppa d'Africa 2021                                            | -                                                                    | 78’                                                                  |
| 17-11-2019                                                           | Franceville                                                          | Gabon                                                                | 2 – 1                                                                | Angola                                                               | Qual. Coppa d'Africa 2021                                            | -                                                                    | 55’                                                                  |
| 16-11-2020                                                           | Bakau                                                                | Gambia                                                               | 2 – 1                                                                | Gabon                                                                | Qual. Coppa d'Africa 2021                                            | -                                                                    | 86’                                                                  |
| 4-6-2022                                                             | Kinshasa                                                             | RD del Congo                                                         | 0 – 1                                                                | Gabon                                                                | Qual. Coppa d'Africa 2023                                            | -                                                                    |                                                                      |
| 8-6-2022                                                             | Franceville                                                          | Gabon                                                                | 0 – 0                                                                | Mauritania                                                           | Qual. Coppa d'Africa 2023                                            | -                                                                    | 68’                                                                  |
| 27-3-2023                                                            | Omdurman                                                             | Sudan                                                                | 1 – 0                                                                | Gabon                                                                | Qual. Coppa d'Africa 2023                                            | -                                                                    | 59’                                                                  |
| 17-10-2023                                                           | São João da Venda                                                    | Guinea                                                               | 1 – 1                                                                | Gabon                                                                | Amichevole                                                           | -                                                                    |                                                                      |
| 16-11-2023                                                           | Franceville                                                          | Gabon                                                                | 2 – 1                                                                | Kenya                                                                | Qual. Mondiali 2026                                                  | -                                                                    |                                                                      |
| 19-11-2023                                                           | Dar-es-Salaam                                                        | Burundi                                                              | 1 – 2                                                                | Gabon                                                                | Qual. Mondiali 2026                                                  | -                                                                    |                                                                      |
| 22-3-2024                                                            | Amiens                                                               | Senegal                                                              | 3 – 0                                                                | Gabon                                                                | Amichevole                                                           | -                                                                    | 64’                                                                  |
| 25-3-2024                                                            | Chambly                                                              | Gabon                                                                | 1 – 1                                                                | Rep. del Congo                                                       | Amichevole                                                           | -                                                                    |                                                                      |
| 7-6-2024                                                             | Korhogo                                                              | Costa d'Avorio                                                       | 1 – 0                                                                | Gabon                                                                | Qual. Mondiali 2026                                                  | -                                                                    |                                                                      |
| 11-6-2024                                                            | Franceville                                                          | Gabon                                                                | 3 – 2                                                                | Gambia                                                               | Qual. Mondiali 2026                                                  | -                                                                    | 62’                                                                  |
| 6-9-2024                                                             | Agadir                                                               | Marocco                                                              | 4 – 1                                                                | Gabon                                                                | Qual. Coppa d'Africa 2025                                            | -                                                                    |                                                                      |
| 10-9-2024                                                            | Franceville                                                          | Gabon                                                                | 2 – 0                                                                | Rep. Centrafricana                                                   | Qual. Coppa d'Africa 2025                                            | -                                                                    |                                                                      |
| 11-10-2024                                                           | Franceville                                                          | Gabon                                                                | 0 – 0                                                                | Lesotho                                                              | Qual. Coppa d'Africa 2025                                            | -                                                                    | 46’                                                                  |
| 15-10-2024                                                           | Durban                                                               | Lesotho                                                              | 0 – 2                                                                | Gabon                                                                | Qual. Coppa d'Africa 2025                                            | -                                                                    | 90+3’                                                                |
| 18-11-2024                                                           | Johannesburg                                                         | Rep. Centrafricana                                                   | 0 – 1                                                                | Gabon                                                                | Qual. Coppa d'Africa 2025                                            | -                                                                    |                                                                      |
| 20-3-2025                                                            | Franceville                                                          | Gabon                                                                | 3 – 0                                                                | Seychelles                                                           | Qual. Mondiali 2026                                                  | -                                                                    | 72’                                                                  |
| Totale                                                               |                                                                      | Presenze                                                             | 22                                                                   |                                                                      | Reti                                                                 | 0                                                                    |                                                                      |